# Connarus sclerocarpus
Connarus sclerocarpus är en tvåhjärtbladig växtart som först beskrevs av Wight & Arn., och fick sitt nu gällande namn av Schellenb.. Connarus sclerocarpus ingår i släktet Connarus och familjen Connaraceae. Inga underarter finns listade i Catalogue of Life.